# Castelli (partido)
Castelli (Partido de Castelli) is een partido in de Argentijnse provincie Buenos Aires. Het bestuurlijke gebied telt 7.852 inwoners. Tussen 1991 en 2001 steeg het inwoneraantal met 11,8 %.

## Plaatsen in partido Castelli
- Castelli
- Centro Guerrero
- Cerro de La Gloria